# 室矢憲治
室矢 憲治（むろや けんじ、1948年 - ）は、日本の音楽評論家、翻訳家。通称はムロケン。

## 略歴
東京生まれ、ニューヨーク育ち。1960年代から1970年代にかけて、アメリカでザ・ビートルズ、ボブ・ディラン、ザ・バンドなどを生で目撃する。植草甚一や片岡義男らと「ワンダーランド」（後の「宝島」）を創刊し、編集長を務める。編集長退任後、世界を放浪。「宝島」「朝日ジャーナル」「SWITH」などでロックライターとして、各種メディアでアメリカ合衆国の若者文化を紹介している。

## 翻訳
- 『アウトロー・ブルース』（ポール・ウィリアムズ、晶文社） 1972
- 『ジャクソン・ブラウン・ストーリー』（リッチ・ワイズマン、CBS・ソニー出版） 1983
- 『ラスベガスをやっつけろ! - アメリカン・ドリームを探すワイルドな旅の記録』（ハンター・S・トンプソン、筑摩書房） 1989
- 『トム・ウェイツ : 酔いどれ天使の唄』（パトリック・ハンフリーズ、大栄出版） 1992
- 『ニール・ヤング詩集』（シンコー・ミュージック） 1993
- 『Smile』（ジェリー・ガルシア絵・言葉、共監修・訳、PARCO出版） 1993
- 『ジャック・ケルアック 放浪天使の歌』（スティーヴ・ターナー、河出書房新社） 1998
- 『ビートルズ 1964 - 65 : マジカル・ヒストリー・ツアー』（ラリー・ケイン、小学館、小学館文庫） 2006
- 『ウッドストックへの道 : 40年の時空を超えて主宰者が明かすリアル・ストーリー』（マイケル・ラング, ホリー・ジョージ-ウォーレン、小学館） 2012